# تمقاچ خان ابراهیم
طمغاچ خان ابراهیم، یا بوری تگین، همچنین معروف به ابراهیم بن نصر حاکم قراخانی در ماوراءالنهر از سال ۱۰۳۸ تا ۱۰۶۸ میلادی بود.

## زندگی‌نامه

نقشه خراسان، ماوراءالنهر و تخارستان

او پسر بود نصر خان، یک حاکم قراخانی شناخته شده به عنوان «علویان»، که این نام به واسطه اسم جد خود به نام علی بن موسی قره خان داده شده.
از تمقاچ خان ابراهیم برای اولین بار مدتی پس از سال ۱۰۳۴ یاد شده‌است، زمانی که توسط پسران مرحوم علی تگین، که از شاخه شرقی خانواده، معروف به «حسنیان» بود، به زندان افتاد. با این حال، تمقاچ خان ابراهیم سرانجام در سال ۱۰۳۸ موفق شد به نزد برادرش که در اوزگند بود،  فرار کند و سپس ارتشی متشکل از قبایل کومیجی را از رودخانه آمو دریا تشکیل داد.  سپس به سرزمین‌های سلطان مسعود اول غزنوی حمله کرد و ختل و وخش را غارت کرد.  سپس چغانیان را فتح کرد و ضد حمله غزنویان را شکست داد. 
سال بعد، تمقاچ خان شروع به مبارزه با پسران علی-تکین کرد و تا سال ۱۰۴۰ بسیاری از ماوراءالنهر را ضمیمه خود کرد. سپس سمرقند را پایتخت خود قرار داد و لقب «تمغاچ خان ابراهیم» را به خود اختصاص داد.  در سال ۱۰۴۲مودود غزنوی که به تازگی تاجگذاری کرده بود، به سرزمینهای سلجوقیان حمله کرد و بسیاری از خراسان را فتح کرد. این امر شهرت مودود را بسیار افزایش داد و تمقاچ خان را وادار کرد که او را به عنوان سالار خود بشناسد.  در حدود. ۱۰۵۰، مودود، با کمک تمقاچ خان و قشونی که توسط حاکم سابق کاکویی، گرشاسپ اول فرستاده شده بود، دوباره به خراسان حمله کرد. تمقاچ خان و فرمانده او قشقا به خوارزم و ترمذ حمله کرده، اما مودود درگذشت و در نتیجه این حمله شکست خورد. سپس سلجوقیان حکومت خود را تا وخش گسترش دادند و در فتوحات جدید خود فردی ابوعلی بن شاذان را به عنوان والی منصوب کردند.  پس از این، به نظر می‌رسد که تمقاچ خان از به رسمیت شناختن غزنویان به عنوان فرمانروای خود دست برداشته است.
در سال ۱۰۵۹/۶۰، تمقاچ خان حاکمان قراخانی فرغانه را مجبور کرد که او را به عنوان فرمانروای خود بشناسند.  در اوایل دهه ۱۰۶۰، آلپ ارسلان، حاکم تازه تاجگذاری شده سلجوقی، به ماوراءالنهر حمله کرد، که باعث شد تمقاچ خان از تجاوزات بی‌مورد سلجوقیان به خلیفه عباسی شکایت کند. 
تمقاچ خان در سال ۱۰۶۸ درگذشت و پسرش شمس الملک نصر جانشین او شد.  او همچنین دارای یک دختر به نام ترکان خاتون بود که بعدها با پسر آلپ ارسلان، ملک شاه اول ازدواج کرد.

## تبارنامه
- ستوق بغرا خان
  -     - موسی بن ستوق
      -         - علی بن موسی
          -             - نصر بن علی
              -                 - ابراهیم بن نصر، ناموَر به طمغاچ‌خان ابراهیم